# Jacques Doniol-Valcroze
Jacques Doniol-Valcroze (París, 15 de març de 1920 - Canes, 6 d'octubre de 1989) va ser un actor, guionista, i director de cinema francès.

## Biografia
D'antuvi treballà com a periodista i crític de cinema a La Revue du cinéma entre 1947 i 1949. El 1951 va ser co-fundador de Cahiers du cinéma amb André Bazin, Joseph-Marie Lo Duca i el suport financer de Léonide Keigel. A finals dels anys 1950 es dedicà a la direcció de cinema amb pel·lícules de tonalitat càustica llevat el seu darrer La Maison des bories, més romàntica. En 1964, va ser membre del jurat al 14è Festival Internacional de Cinema de Berlín. També treballà com a actor tant a la televisió com al cinema, alhora que va fer de narrador a Le Bel Âge de Pierre Kast. El 1960 va signar el Manifest dels 121, declaració sobre el « dret a la insubmissió » en el context de la guerra d'Algèria.
Va defensar Alain Robbe-Grillet i era amic de François Truffaut, qui va filmar la pel·lícula Une Visite. El 1982 va realitzar el vídeoclip de Dalida "Confidences sur la fréquence".
Va morir d'una aneurisma el 1989 quan assistia en qualitat del president del jurat del festival del Festival Internacional de Programes Audiovisuals de Biarritz (FIPA) a la projecció d'Une saison de feuilles de Serge Leroy.
Va estar casat amb l'actriu Françoise Brion, amb qui va tenir dos fills, l'actor Simon Doniol-Valcroze i la directora i guionista Diane Doniol-Valcroze.

## Filmografia

### Director

#### Cinema
- 1957: L'Œil du maître (curtmetratge)
- 1958: Les Surmenés (curtmetratge)
- 1958: Bonjour, Monsieur La Bruyère (curtmetratge)
- 1959: L'Eau à la bouche
- 1960: Le Cœur battant
- 1961: La Dénonciation
- 1962: P.X.O. (curtmetratge) amb Pierre Kast
- 1965: Jean-Luc Godard (curtmetratge)
- 1967: Le Viol
- 1970: La Maison des bories
- 1971: L'Homme au cerveau greffé
- 1977: Une femme fatale

#### Televisió
- 1964: L'Enlèvement d'Antoine Bigut (telefilm)
- 1967: La Bien-aimée (telefilm)
- 1979: Le Tourbillon des jours (sèrie de televisió)
- 1981: Les Fiancées de l'Empire (sèrie de televisió)
- 1982: Lorelei (telefilm)
- 1982: Venise en hiver (telefilm)
- 1984: Un seul être vous manque (sèrie de televisió)
- 1988: Nick, chasseur de tête (telefilm)
- 1989: La Vie en couleurs (telefilm)

### Actor
- 1954: Monsieur Robida, prophète et explorateur du temps de Pierre Kast
- 1956: Le Coup du berger de Jacques Rivette
- 1960: Le Bel Âge de Pierre Kast
- 1962: L'Immortelle d'Alain Robbe-Grillet
- 1962: Et Satan conduit le bal de Grisha M. Dabat: Éric
- 1963: Vacances portugaises de Pierre Kast
- 1963: Los felices sesenta de Jaime Camino
- 1968: L'amour c'est gai, l'amour c'est triste de Jean-Daniel Pollet
- 1970: Out 1 : Noli me tangere de Jacques Rivette
- 1970: Le Voyou de Claude Lelouch
- 1972: Une journée bien remplie de Jean-Louis Trintignant
- 1974: Le Jeu avec le feu d'Alain Robbe-Grillet
- 1975: Jeanne Dielman, 23, quai du commerce, 1080 Bruxelles de Chantal Akerman
- 1977: Good-bye, Emmanuelle de François Leterrier
- 1980: Je vais craquer de François Leterrier
- 1984: Le Bon Plaisir de Francis Girod: l'avocat
- 1989: Une saison de feuilles de Serge Leroy

### Guionista
- 1960: Le Bel Âge de Pierre Kast
- 1961: La Dénonciation
- 1963: Vacances portugaises de Pierre Kast
- 1967: Le Viol